# Мітешть
Мітешть, Мітешті (рум. Mitești) — село у повіті Ясси в Румунії. Входить до складу комуни Мірословешть.
Село розташоване на відстані 299 км на північ від Бухареста, 71 км на захід від Ясс.

## Населення
За даними перепису населення 2002 року у селі проживала 261 особа.
Національний склад населення села:
| Національність | Кількість осіб | Відсоток |
| -------------- | -------------- | -------- |
| румуни         | 249            | 95,4%    |
| цигани         | 12             | 4,6%     |

Рідною мовою назвали:
| Мова      | Кількість осіб | Відсоток |
| --------- | -------------- | -------- |
| румунська | 249            | 95,4%    |
| циганська | 12             | 4,6%     |